# 曹谷
曹谷（？—？），字愚公，號石含，浙江嘉兴府秀水縣人。

## 生平
万历四十年（1612年）壬子科浙江乡试举人，四十一年（1613年）联捷癸丑科進士，授泾县知县，四十三年充应天府同考。泰昌元年十月考选，授南京山东道御史，疏参恶生文时光、何光显等。丁忧归，服阕，天啓五年十月，起补湖广道御史，十二月巡按江西，疏参南京兵部侍郎郝名宦、太常寺少卿杨维新，并荐户部主事洪啓初、工部郎中聂心汤。毁江西南昌等府书院田土变价银三千一十七两以助大工。崇祯初，督应天学政。后因逆案削籍。